# Zakaria Paliašvili
Zakaria Paliašvili (také uváděn jako Zacharia Paliašvili, v gruzínském originále ზაქარია ფალიაშვილი, 16. srpen (podle juliánského kalendáře 4. srpen) 1871, Kutaisi – 6. říjen 1933, Tbilisi) byl gruzínský hudební skladatel, zakladatel klasické gruzínské hudby a hudebních škol. Současná gruzínská hymna je složena z hudebních motivů jeho oper Abesalom a Eteri a Daisi.

## Život
Od malička se věnoval hudbě, zpočátku zpěvu jako člen kostelního sboru a poté i v uměleckých školách. Studoval hru na lesní roh a kompozici v Tbilisi, později kompozici na konzervatoři v Moskvě. Po návratu do Gruzie začal učit na střední škole určené pro šlechtu. Vedl pěveckou třídu, sbor a orchestr. V roce 1906 složil vlasteneckou píseň Samsohblo, která se stala populární v celé Gruzii. Sehrál významnou roli v rozvíjení národní gruzínské hudby. Sbíral lidové písně, podílel se na založení Gruzínské filharmonické společnosti, která sponzorovala mnoho jeho sbírek a financovala jeho nově vzniklou hudební školu. V roce 1910 kromě sbírky lidových písní vydal v Moskvě i sbírku známých gruzínských chorálů podle liturgie Jana Zlatoústého. Po roce 1910 začal komponovat skladby pro symfonický orchestr, např. Gruzínská suita na lidové motivy. Zkomponoval též tři opery, nejznámější je Abesalom a Eteri, složená na motivy gruzínské národní pověsti.